# Mugginton
Mugginton är en by i civil parish Weston Underwood, i distriktet Amber Valley, i grevskapet Derbyshire, i England. Byn är belägen 10 km från Derby. Muggington var en civil parish fram till 1886 när blev den en del av Weston Underwood och Hulland Ward. Civil parish hade 194 invånare år 1881. Byn nämndes i Domedagsboken (Domesday Book) år 1086, och kallades då Mogintun.